# Juha Richárd

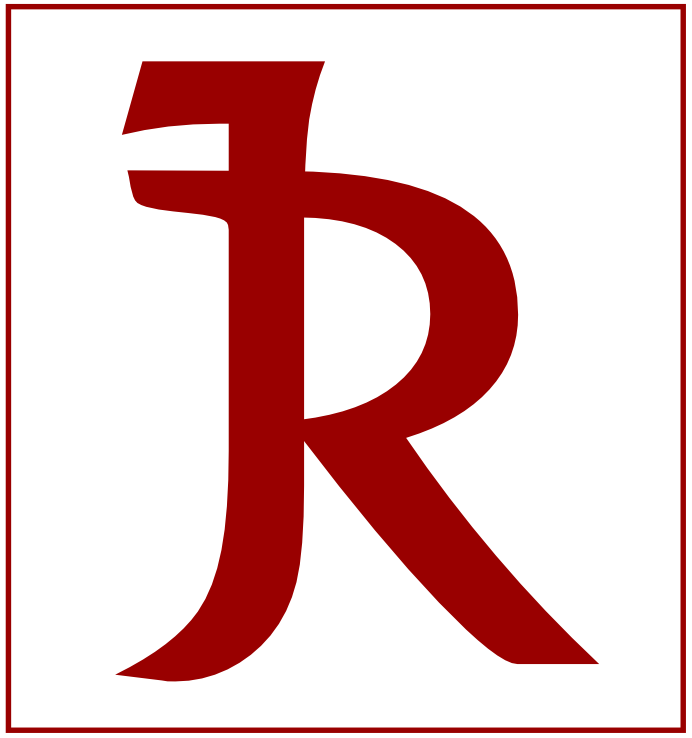
Juha Richárd logója

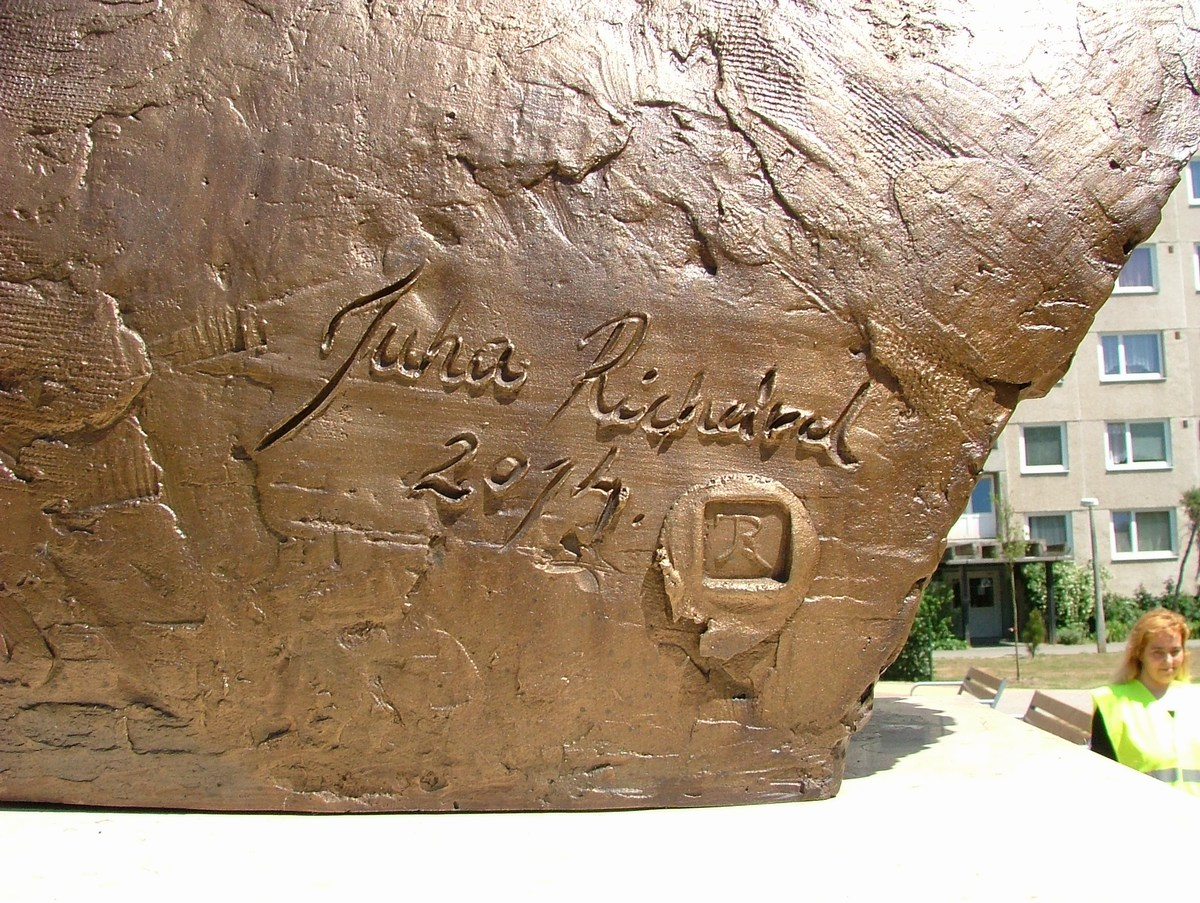
Juha Richárd szignója

Juha Richárd (teljes nevén  Juha Richárd Attila) (Debrecen, 1971. december 8. –) Munkácsy Mihály-díjas magyar szobrászművész. Számos alkotása található országszerte intézményekben, köztereken, továbbá Európában és az Amerikai Egyesült Államokban is. 2006 óta tanítja a szobrászat alapjait a debreceni Kós Károly Művészeti Szakgimnáziumban művésztanárként. Tagja a Magyar Alkotóművészek Országos Egyesületének. A Magyar Művészeti Akadémia köztestületének tagja.

## Életpályája
Az általános iskola mellett több éven át gordonkaszakra járt a debreceni Simonffy Emil Zeneiskolába, 1988 és 1992 között pedig a nyíregyházi Csontváry Kosztka Tivadar Képző- és Iparművészeti Szakközépiskolába szobrász-bronzöntő szakra. Érettségi szakmai vizsgamunkájaként Gárdonyi Géza életnagyságú bronz mellszobrát készítette el, amelyet a leveleki Gárdonyi Géza Általános Iskolában állítottak fel.
A művészeti szakközépiskola elvégzése után a pécsi Janus Pannonius Tudományegyetem Művészeti Karának szobrász szakán tanult. Egyetemi évei alatt több színdarabban is játszott a Pécsi Nemzeti Színházban. Diplomadolgozatának címe: Áttekintés a 19-20. század történelmi szobrászatán a lovasszobrok tükrében. Diplomamunkája egy 50 cm magas bronz lovasszobor, amely Szent László királyt ábrázolja.
Ars Poeticája: „Úgy gondolom, hogy ideje ismét összekötni a művészetet a mondanivalóval. Vallom, hogy a művész feladata elsősorban, hogy emlékeztessen, gondolatokat ébresszen és gyönyörködtessen úgy, ahogy azt a régi mesterek tették”.

## Köztéri alkotásai

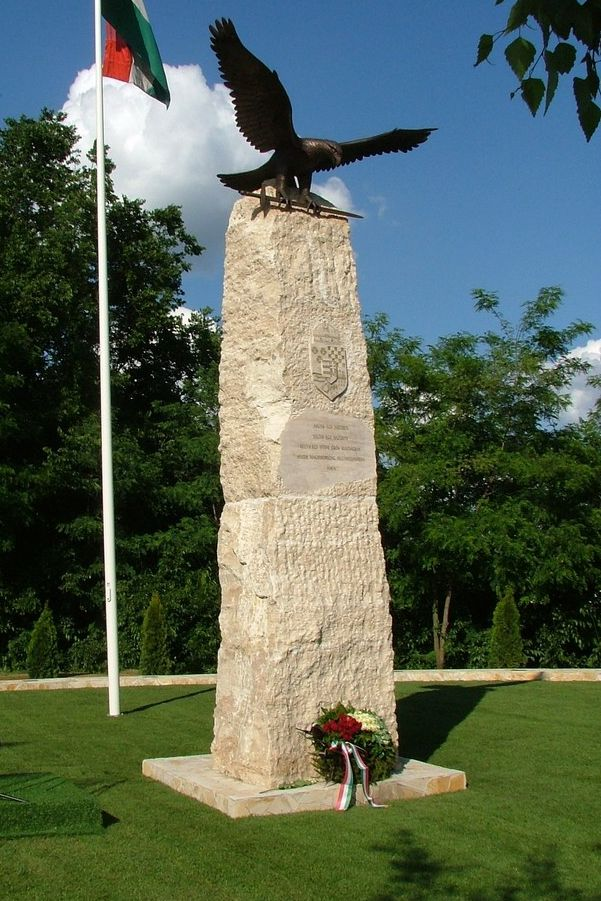
A nyíradonyi Trianon-emlékmű

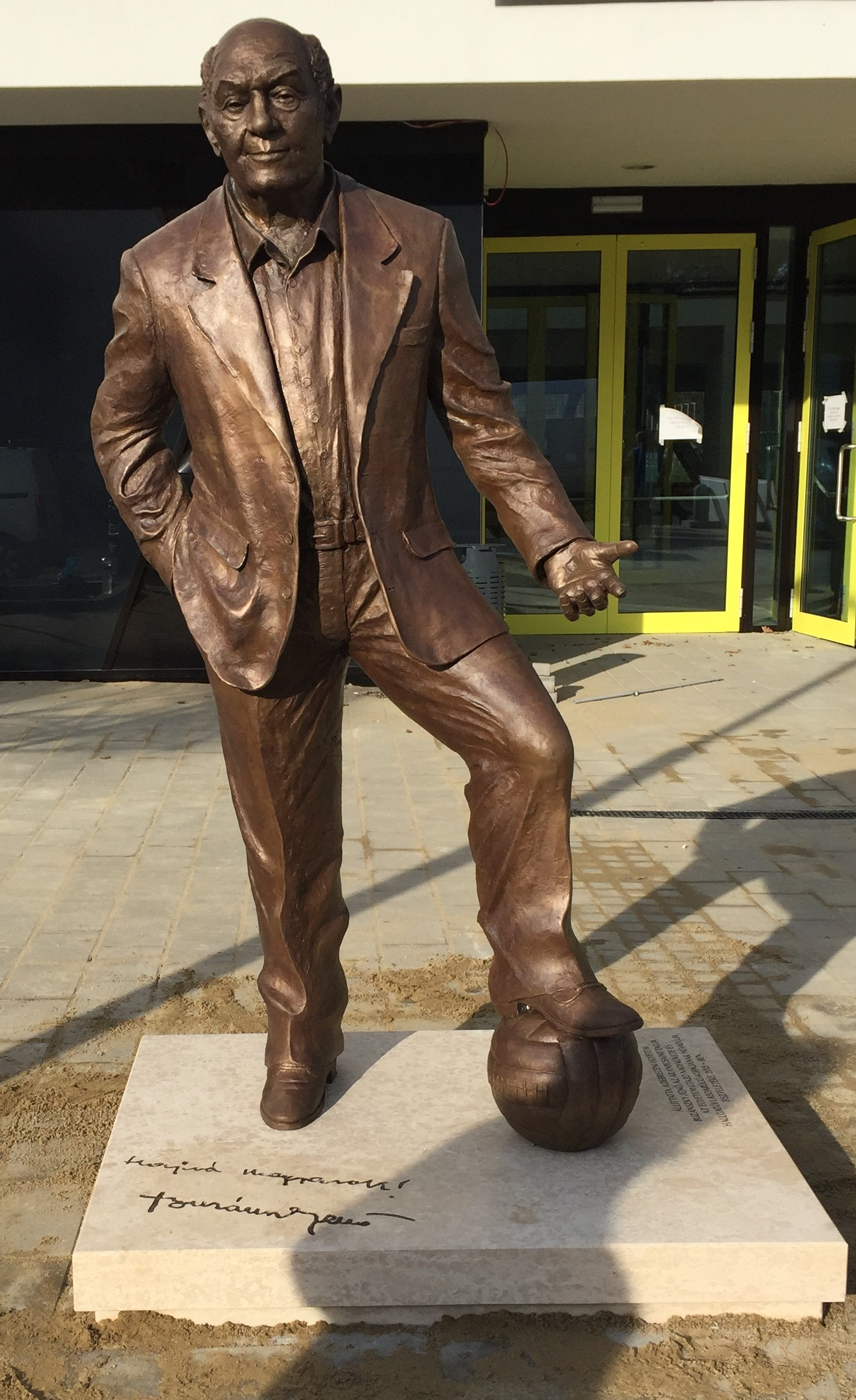
Buzánszky Jenő bronzszobra (Debrecen)

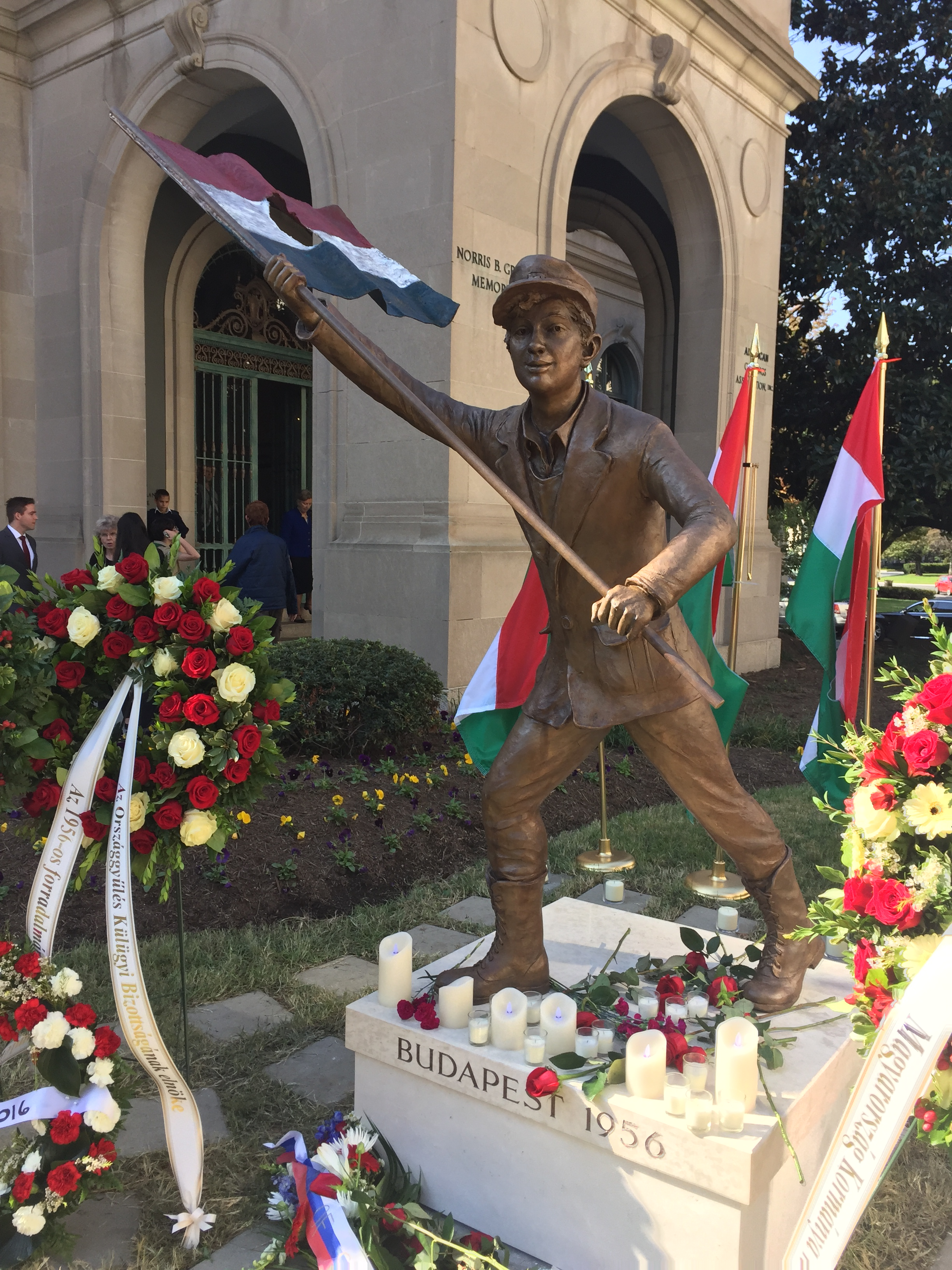
Pesti srác szobra (Washington)

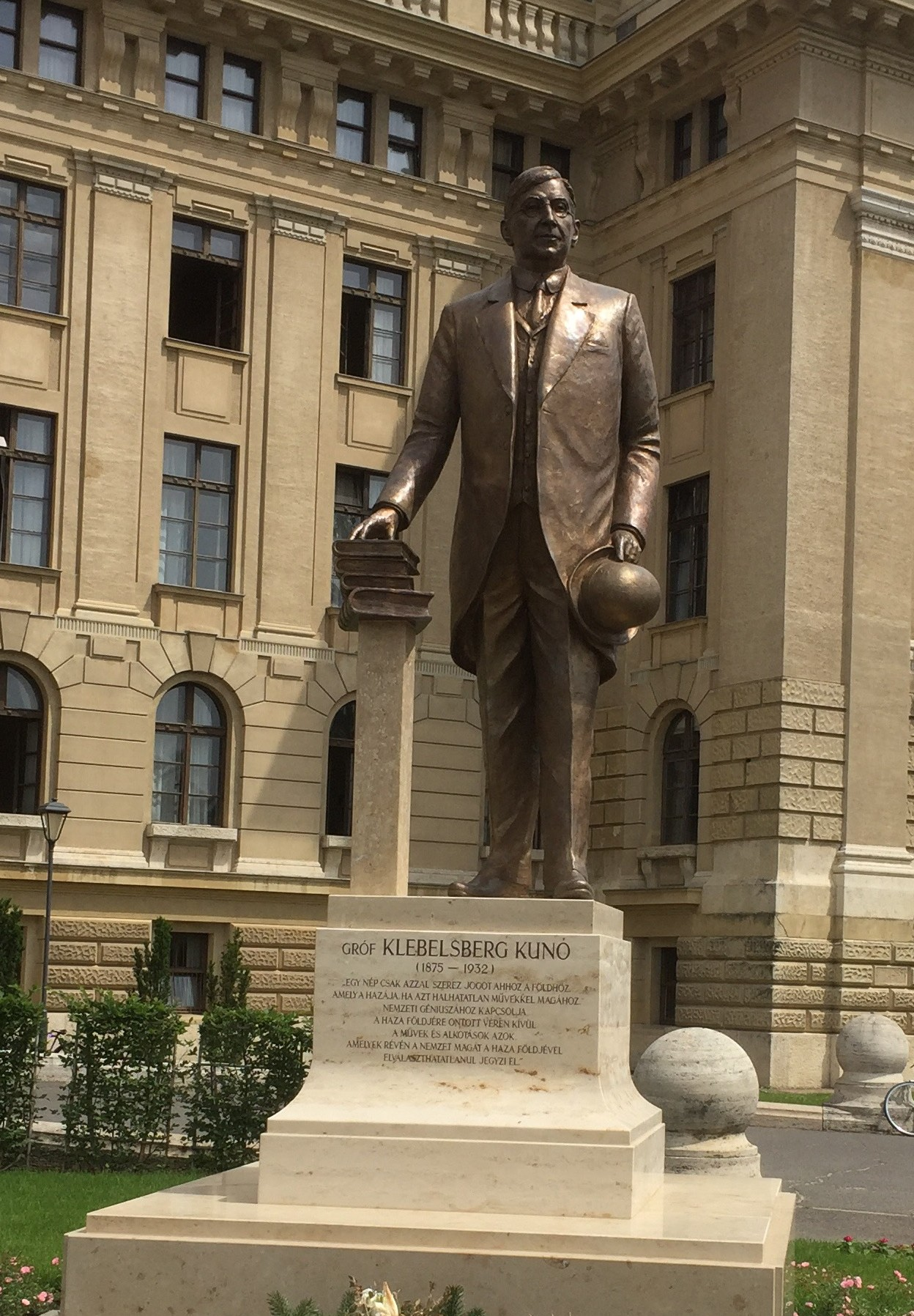
Klebelsberg Kuno szobra (Debrecen)

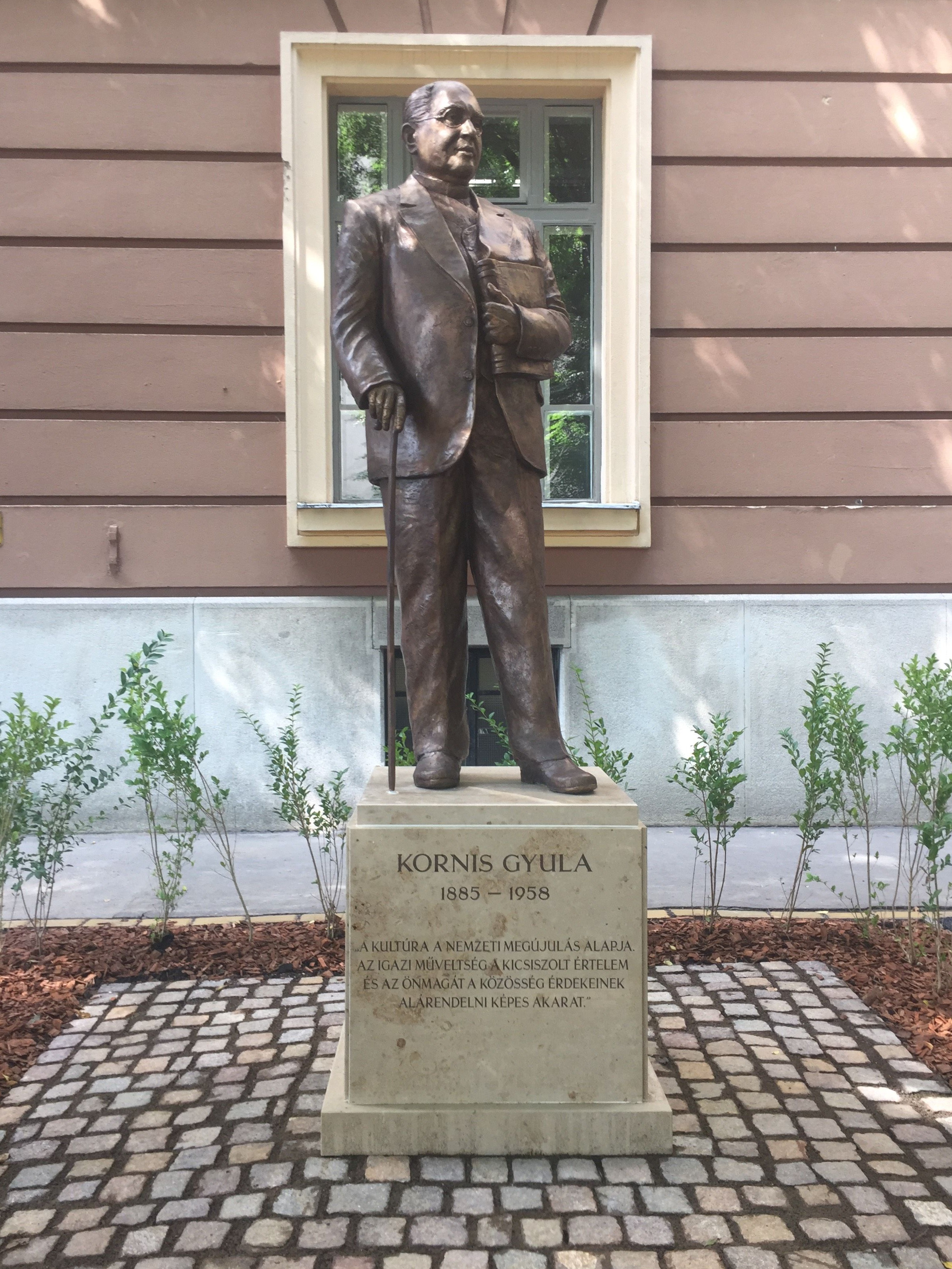
Kornis Gyula szobra (Vác)

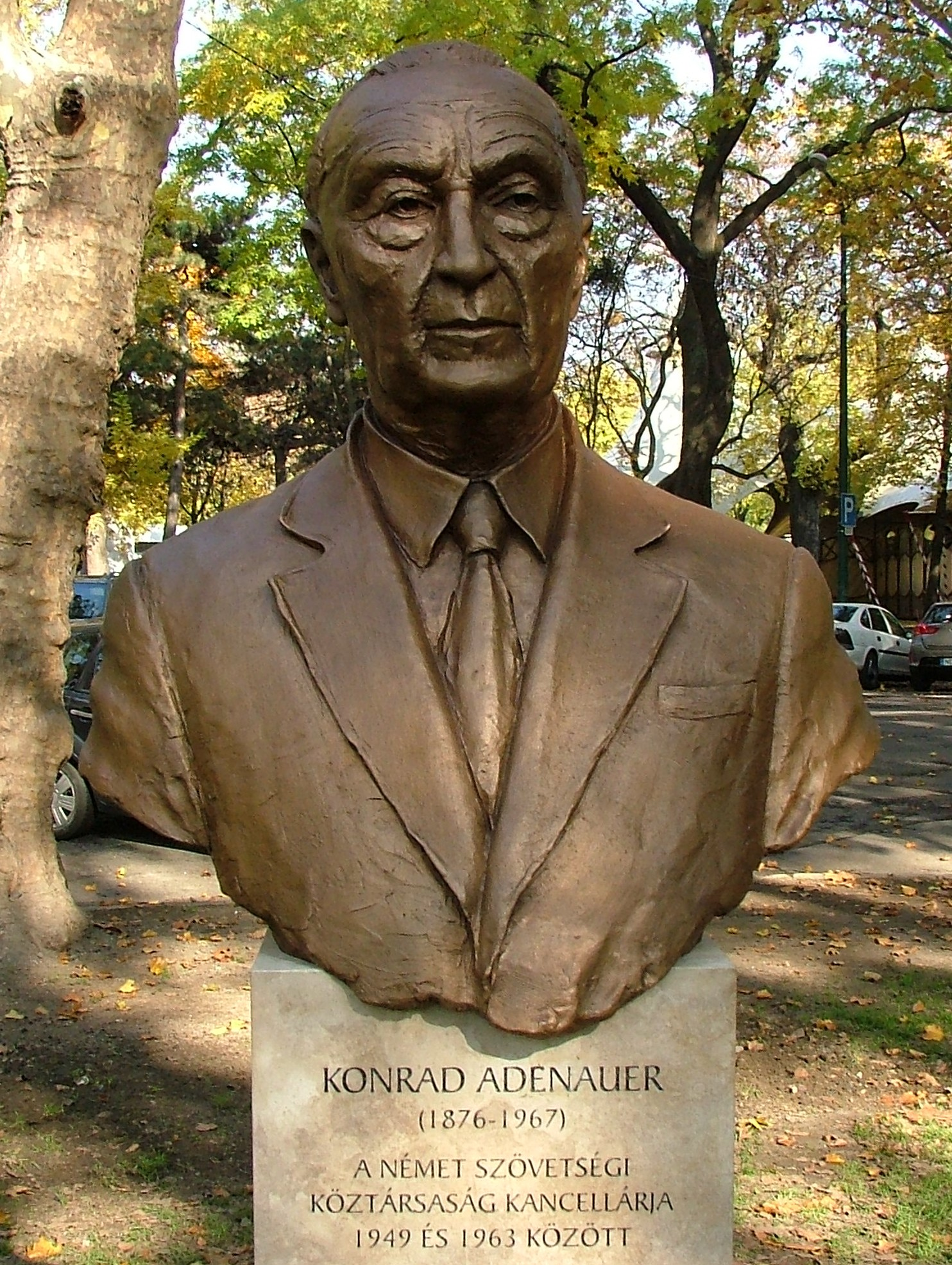
Konrad Adenauer mellszobra (Budapest)

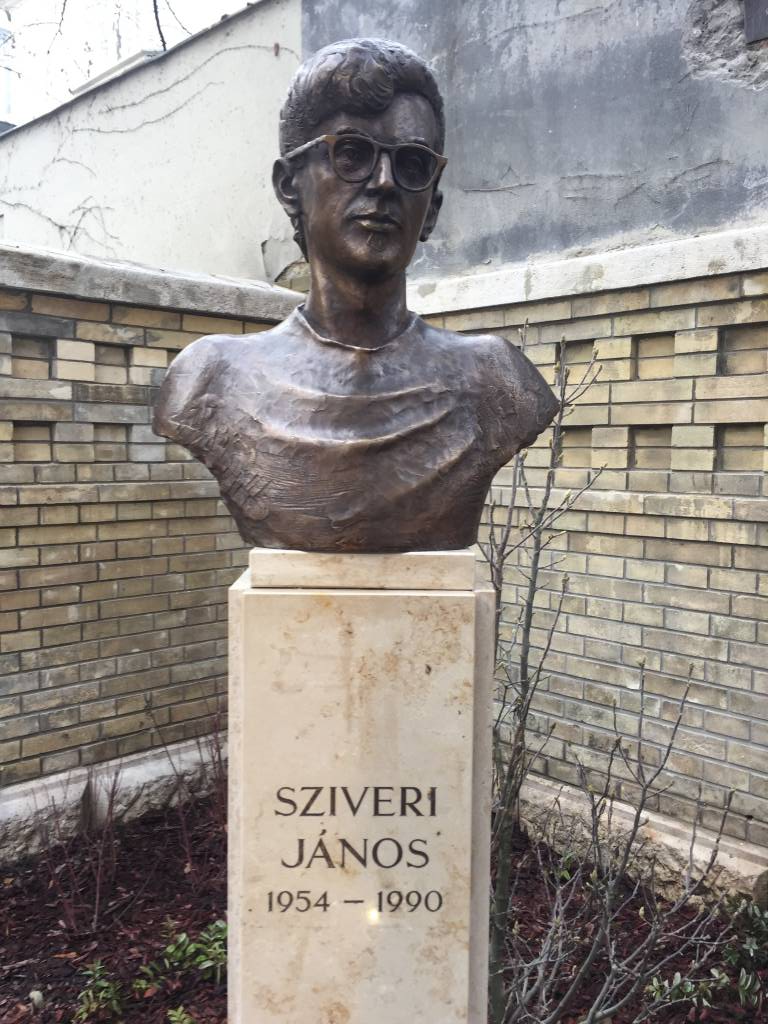
Sziveri János mellszobra (Budapest)

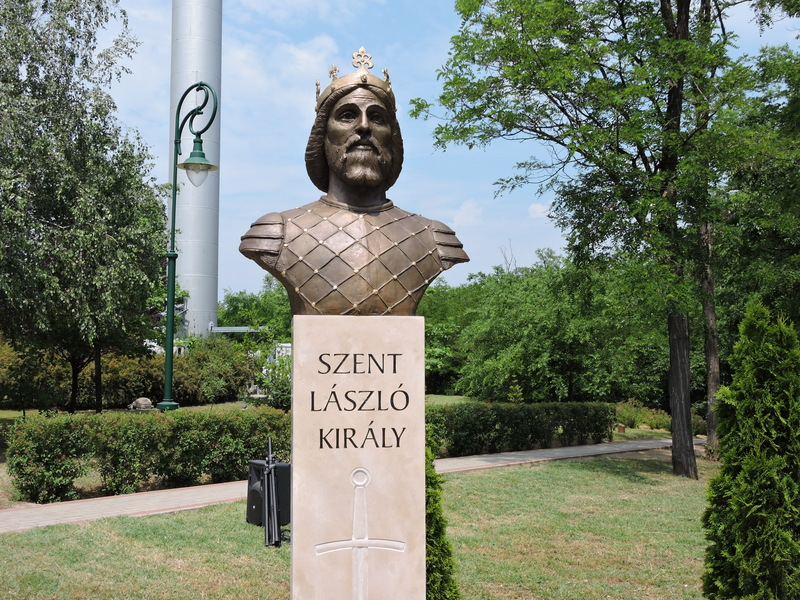
Szent László mellszobra (Nyíradony)

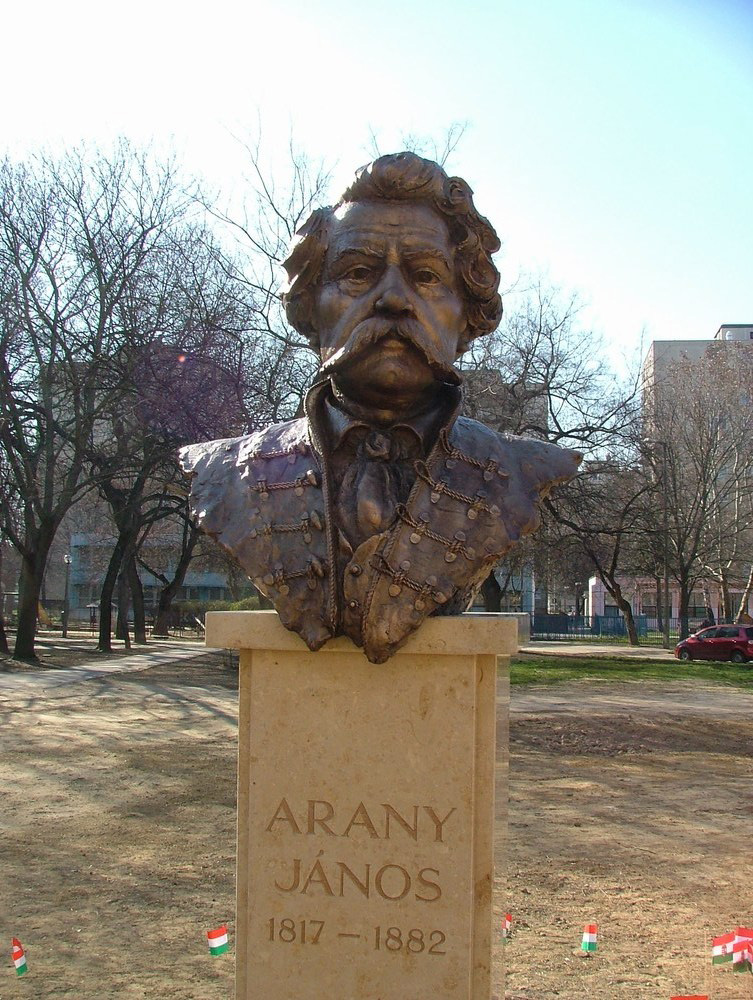
Arany János mellszobra (Debrecen)

- Pusztadobos község címerének megtervezése és kivitelezése – bronz
- József Attila mellszobra, Debreceni Egyetem, Egyetemi és Nemzeti Könyvtár – terrakotta
- Mansfeld Péter és Tóth Ilona ‘56-os mártírok mellszobra, Terror Háza Múzeum, Budapest, Andrássy út 60. – bronz
- Mindszenty bíboros mellszobra, Terror Háza Múzeum, Budapest – terrakotta
- Bocskai István-mellszobor, Debreceni Református Kollégium – terrakotta
- Bartók Béla mellszobra, Debrecen, Grand Hotel Aranybika Aula – terrakotta
- Szent-Györgyi Albert mellszobra, Debreceni Egyetem, Orvos és Egészségtudományi Centrum – terrakotta
- Názáreti Jézus portré, Hajdúdorog, Móra Ferenc Általános és Művészeti Iskola – terrakotta
- Liszt Ferenc mellszobra, Debreceni Egyetem Zeneművészeti Kar – terrakotta
- Mansfeld Péter mellszobra, Debreceni Polgármesteri Hivatal – bronz, gránit
- Bertók Lajos (1966-2006) debreceni színművész mellszobra, Bocskai-kert (a színész otthona)
- Salkaházi Sára mellszobra, Debreceni Szent László Római Katolikus Domonkos Plébánia – terrakotta
- Kodály Zoltán mellszobra, Debrecen, Kodály Zoltán Zeneművészeti Szakközépiskola – terrakotta
- Kodály Zoltán mellszobra, Nyíregyháza, Vikár Sándor Zeneiskola
- Bulgária, Sumen, Madara, “Spirit of Madara” – sumeni kő
- Kenézy Gyula professzor mellszobra, Debrecen, DEOEC Orvostörténeti Múzeum
- Szabó Magda mellszobra, Debreceni Egyetem, Egyetemi és Nemzeti Könyvtár – terrakotta
- Bem József domborműves emléktáblája, Debrecen, Bem tér – bronz, márvány
- Széchenyi István domborműves emléktáblája, Hajdúböszörmény – bronz, márvány
- Prof. Schnitzler József domborműves emléktáblája, DEOEC Sebészeti Intézet – bronz, márvány
- Anya gyermekével dombormű: DEOEC Infektológiai és Gyermekimmunológiai Tanszék, Debrecen – bronz, márvány
- Kós Károly-dombormű, Kós Károly Művészeti Szakközép Iskola, Debrecen – bronz, márvány
- A Szentlelket ábrázoló galamb, Nemescsói templom – szószék
- Prof. Molnár László domborműves emléktáblája, DEOEC Neurológiai Intézet – bronz, márvány
- Petőfi-Díj, Petőfi-mellszobra. bronz, márvány
- Dr. Szarvas Pál domborműves emléktáblája, Debreceni Egyetem Kémia épület – bronz, márvány
- Prof. dr. Szodoray Lajos bronz mellszobra, DEOEC Bőrgyógyászati Klinika
- Centenáriumi emléktábla, Debreceni Egyetem Főépület – bronz, márvány
- Kitaibel Pál mellszobra, Debrecen, Diószegi Sámuel Botanikuskert
- Prof. dr. Hüttl Tivadar bronz mellszobra, DEOEC Sebészeti Klinika
- Mindszenty József bronz mellszobra, Tótkomlós
- A Nemzeti Összetartozás Emlékműve, Nyíradony
- Arany János bronz mellszobra, Debrecen, Arany János tér
- Bem József domborműve, Keszthely
- Attila fejedelem bronz mellszobra
- Árpád vezér bronz mellszobra
- Szent István bronz mellszobra
- Gróf Vigyázó Sándor mellszobor, Vácrátóti Botanikuskert
- Prof. Szegedi Gyula bronzdomborműves emléktábla
- Szent László bronz mellszobra
- Dr. Roberto Gomez bronzdomborműves síremléke
- Katona Ferenc bronzdomborműves emléktábla, Hajdúszoboszló
- Konrad Adenauer bronz mellszobor: Budapest, Városliget
- Buzánszky Jenő teljes alakos bronzszobor: Debrecen
- Annus István bronz mellszobor: Békéssámson
- Az 1956-os szabadságharc és forradalom 60. évfordulójára állított bronzdomborműves emlékkő, Debrecen
- Kölcsey Ferenc bronz mellszobor, Debrecen
- Prof. Nyirkos István bronz mellszobor, Debrecen
- A Pesti srác szobra, Csepel
- A Pesti srác szobra (Szczecin), Lengyelország
- A Pesti srác szobra, Washington, USA
- A Pesti srác szobra, Furta (2017)
- Teller Ede mellszobra
- 1956-os Emlékmű, Tótkomlós
- IV. Károly bronz mellszobra, Budapest
- Kertész Imre bronz mellszobra, Budapest
- Slachta Margit terrakotta mellszobra, Budapest Terror Háza Múzeum
- Olofson Placid atya terrakotta mellszobra, Budapest Terror Háza Múzeum
- Jávorka Sándor mellszobra: Debrecen, Diószegi Sámuel Botanikuskert
- Szabó Magda bronzdomborműves emléktábla Debrecen, Dóczy Gimnázium
- Klebelsberg Kunó szobra, Debrecen
- Dr. Aranyosi János bronz domborműve, Debrecen
- Pilinszky János bronz mellszobra, Budapest
- Sziveri János bronz mellszobra, Budapest
- Petri György bronz mellszobra, Budapest
- Arthur Koestler bronz mellszobra, Budapest
- I.világháborús emlékmű, Lácacséke
- Dr. Kövesi Antal bronz domborműve, Sopron
- Miklóssy-címer, Debrecen
- Tatay Zoltán bronz domborműve, Budapest
- Prof. Szabó Gábor bronz mellszobor, Debrecen
- Prof.Kozma András bronz mellszobor
- Faludy György terrakotta mellszobra, Budapest Terror Háza Múzeum
- IV. Béla király bronz mellszobor, Nyíradony
- Latinovits Zoltán terrakotta mellszobra, Debrecen
- Kitaibel Pál mellszobra: Debrecen, Diószegi Sámuel Botanikuskert
- Gróf. Vigyázó Sándor mellszobra Vácrátóti Botanikuskert
- Wass Albert bronzdomborműves emléktábla, Nyírmártonfalva
- Dr. Lévai Béla bronz mellszobra
- Balás-Piri László bronz domborműves emléktábla
- Debreceni sűrgősségi klinika bronz domborműves emléktáblája
- Kislány papírhajóval teljesalakos bronz, Hajdúszoboszló
- Dr.Pávai-Vajna Ferenc teljesalakos bronz, Hajdúszoboszló
- Terepasztal, bronz Hajdúszoboszló
- Kóti Árpád bronz mellszobor
- Latinovits Zoltán bronz mellszobor
- Tőkéczki László bronzdomborműves emléktábla
- Prof. Pfau Ernő mellszobor
- Tőkéczki László síremléke Fiumei úti sírkert
- Prof. Molnár László bronz mellszobor
- Boros László bronz mellszobor
- Prof. Kabdebó Lóránt bronz mellszobor
- Bárczay Anna bronzdomborműves emléktábla Téglás
- Prof.Dr.Furka István bronzdomborműves síremléke és emléktáblája
- Prof.Dr.Tassonyi Edömér bronzdomborműves emléktáblája
- Kratochvil Károly bronz mellszobor
- Prof.Dr.Furka István síremléke
- Szent László porcelán mellszobor, Hollóháza
- Prof.Dr. Tisza Miklós bronz mellszobra Miskolci Egyetem
- Burai Zsigmond emléktábla Hortobágy
- Dr. Münnich Dénes bronzdomborműves emléktábla Debrecen, Kenézy Korház
- Prof. Dr. Péterffy Árpád síremléke Debrecen
- Márai Sándor bronzdombormű Tokaj
- Prof. Czibere Tibor bronz mellszobor, Miskolci Egyetem
- IV. Károly bronz domborműves emléktábla Debrecen, Klinikai Központ
- Prof. M.S. Baghel bronzdomborműves emléktábla Debrecen, Klinikai Központ
- Jókai Mór bronzdombormű Tokaj
- Prof. Kabdebó Lóránt bronzdomborműves emléktábla Budapest Zugló

## Nemzetközi és hazai szimpóziumok
- 2007 Bulgária, Bienal Madara, Harmadik Nemzetközi szabadtéri kőfaragó szobrász szimpózium
- 2009/2010 Arany Kalapács kőfaragó szimpózium, Alsóörs

## Díjak, elismerések
- Tehetséges Debreceni Fiatalokért Közalapítvány Díja (2005)
- Debreceni Kulturális Alap Alkotói Ösztöndíja (2006)
- 2007 a Mű-Terem Galéria (Debrecen) és a MAOE „Fresh Art” kiállításának fődíja
- 2015 Vitézi Kiskereszt 56-os Vitézi Lovagrend
- 2017 Debrecen Kultúrájáért ösztöndíj
- 2018 A Hazáért érdemkereszt (POFOSZ)
- 2019 Munkácsy Mihály-díj[1]
- 2019 Debrecen Város Csokonai-díja[2]
- 2024 A Magyar Érdemrend lovagkeresztje

## Egyéni kiállításai
- 2005 • Debreceni Egyetem Orvos- és Egészségtudományi Centruma, Debrecen • Cassandra Galéria, Debrecen • Kiss Galéria, Debrecen
- 2006 • Jászai Antik Klub Galériája, Debrecen • Füredi úti Református Templom, Debrecen • Fehér Bot Alapítvány által rendezett kiállítás, Móra Ferenc Általános és Művészeti Iskola, Hajdúdorog.
- 2007. Budapest, Unió Galéria
- 2007. Debrecen, Szent László Római Katolikus Domonkos Plébánia
- 2007. Debrecen, Kodály Zoltán Zeneművészeti Szakközépiskola
- 2008. Debrecen, Kós Károly Művészeti Szakközépiskola
- 2008. Mű-Terem Galéria (Debrecen)
- 2008. Szentmártonkáta, Szabó Magda emlékkiállítás
- 2009. Kerepes, / Faluház/ Szabó Magda emlékkiállítás
- 2009. Debrecen, Arany János Napok Arany János Általános Iskola Galéria
- 2009. Felsőpakony, Szabó Magda emlékkiállítás
- 2009. Alsónémeti, Szabó Magda emlékkiállítás
- 2009. Pusztadobos, Szabó Magda emlékkiállítás
- 2009. Budapest, Magyar Művelődési Intézet, Szabó Magda emlékkiállítás
- 2009. Budapest, Marczibányi Téri Művelődési Központ Szabó Magda emlékkiállítás
- 2009. Sárospatak, Művelődési Központ Szabó Magda emlékkiállítás
- 2010. Téglás, Városi Könyvtár Szabó Magda emlékkiállítás
- 2010. Nyírbátori Kulturális Központ Szabó Magda emlékkiállítás
- 2010. Földes, Művelődési Központ Szabó Magda emlékkiállítás
- 2010. Hajdúszoboszló, Művelődési Központ Szabó Magda emlékkiállítás
- 2012. Püspökladány Karacs Ferenc Gimnázium Szabó Magda emlékkiállítás
- 2012. Debrecen, Kós Károly Művészeti Szakközépiskola Szabó Magda emlékkiállítás

## Válogatott csoportos kiállításai
- 1992 • záróvizsga-kiállítás, Nyíregyháza-Sóstó
- 1998 • Dóm Galéria, Pécs
- 2003–2006 • Hajdú-Bihar Megyei Őszi Tárlat
- 2005 • A Cívisváros nagy könyve, Egyetemi és Nemzeti Könyvtár, Debrecen • Tehetséges Debreceni Fiatalokért Közalapítvány díjazott alkotóinak tárlata, Belvárosi Közösségi Ház, Debrecen
- 2006 • Fresh-art, Mű-terem Galéria, Debrecen.
- 2007 • Budapest, a MAOE tagjainak kiállítása – Duna Galéria
- 2007, 2016 • Debrecen Hajdú-Bihar Megyei Tavaszi Tárlat
- 2007 • Tokió - Hotel New Otani Takasago
- 2007 • “Fresh-art” tárlat, Debrecen, Mű-terem Galéria
- 2007 • 54. Vásárhelyi Őszi Tárlat
- 2007 • Debrecen, Megyeháza Hajdú – Bihar Megyei Művésztanárok Kiállítása
- 2008 • Téli Szalon, Debrecen, Medgyessy Ferenc Múzeum
- 2008 • 2013 Debrecen, Hajdú-Bihar Megyei Tavaszi Tárlat
- 2008 • Debrecen, „25 éves a DOTE Elméleti Galéria”
- 2008 • Debrecen, Déri Múzeum Hajdú – Bihar Megyei Művésztanárok Kiállítása
- 2008 • Debrecen, Józsa János Galéria, Karácsonyi kiállítás
- 2009 • Debrecen, “Mester és tanítványai” Kós Károly Művészeti Szakközépiskola
- 2009 • Nagyvárad, Őszi Szalon
- 2009/2010/2011 • Debrecen, Hajdú – Bihar Megyei Művésztanárok Kiállítása
- 2010 • London, Covent Garden, Fresh-art díjazottjainak tárlata
- 2010 • Alsóörs, kőfaragó szobrászok tárlata, művelődési ház
- 2011 • Debrecen, Városháza, Adventi Tárlat
- 2013 • Debrecen, Mű-Terem Galéria, a Kós Károly Művészeti Szakközépiskola művésztanárainak kiállítása
- 2015 • Budapest Várkert Bazár Ars Sacra Debreceniensis
- 2016 • Alkotó Pedagógusok Tárlata Debrecen
- 2019 • Munkácsy-díj 2019 Budapest, Hegyvidék Galéria